# هریکا تیبورسیو
هریکا تیبورسیو (انگلیسی: Herica Tiburcio؛ زادهٔ ۱ ژانویهٔ ۱۹۹۳) ورزشکار هنرهای رزمی ترکیبی اهل برزیل است.